# Dekanat piotrkowski (diecezja włocławska)
Dekanat piotrkowski – jeden z 33 dekanatów rzymskokatolickiej diecezji włocławskiej.
W skład dekanatu wchodzą następujące parafie:
- Parafia św. Jakuba w Piotrkowie Kujawskim
- parafia św. Stanisława w Bytoniu
- parafia Najświętszej Maryi Panny Częstochowskiej w Kozach
- parafia Świętej Trójcy w Połajewie
- parafia św. Mikołaja w Sadlnie
- parafia św. Andrzeja Apostoła w Witowie

Dziekan dekanatu piotrkowskiego
- ks. kan. Krzysztof Gąsiorowski – proboszcz parafii Piotrków Kujawski

Wicedziekan
- ks. Damian Bułakowski  – proboszcz parafii Sadlno

Ojciec duchowny
- vacat